# Johann Ahlhorn

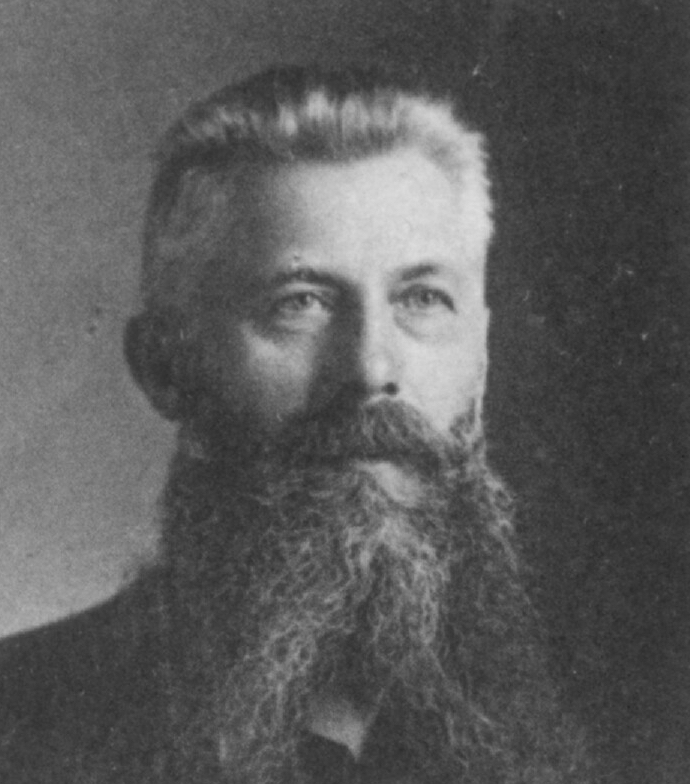
Johann Friedrich Ahlhorn (1912)

Johann Friedrich Ahlhorn (* 15. September 1855 in Bohlenberge; † 8. Juli 1934 in Oldenburg) war Lehrer und Mitglied des Deutschen Reichstags.

## Leben
Ahlhorn war der Sohn des Unternehmers Johann Friedrich Ahlhorn und seiner Frau Almuth Margarethe, geb. Behrens, und besuchte von 1861 bis 1870 die Volksschule in Bohlenberge, von 1871 bis 1873 und 1875/76 das Seminar in Oldenburg. Von 1873 bis 1875 war er Hilfslehrer in Grabstede, Gemeinde Bockhorn, und von 1876 bis 1879 Nebenlehrer in Klippkanne. Danach war er bis 1886 Nebenlehrer in Brake und danach bis 1921 Lehrer in Osternburg an der Drielaker Schule.
1880 heiratete er Johanne Catharine Janßen. Nach der Heirat betätigte er sich zur Aufbesserung des geringen Lehrereinkommens nebenher als Agent für Feuer- und Lebensversicherungsgesellschaften.
Von 1896 bis 1911 war Ahlhorn Mitglied des oldenburgischen Landtages und von 1892 bis 1908 Mitglied des Gemeinderats in Osternburg. Er gehörte dem Amtsrat mit kurzer Unterbrechung ebenfalls von 1892 bis 1908 an.
Von 1907 bis 1918 war Ahlhorn Mitglied des Deutschen Reichstages für den Reichstagswahlkreis Großherzogtum Oldenburg 1 (Oldenburg, Eutin, Birkenfeld) und die Freisinnige Volkspartei bzw. Fortschrittliche Volkspartei.

## Politisches Wirken
In der Kommunalpolitik befürwortete Ahlhorn die Erhebung der Gemeinden Bant, Heppens und Neuende zur Stadt 1. Klasse Rüstringen am 1. Mai 1911.
Wegen seiner maßgeblichen Beteiligung ab 1903 an der Einführung eines direkten Wahlrechts wurde er auch als Vater des Oldenburger Wahlreformgesetzes bezeichnet. Als 1911 die Landtagswahlen nach diesem neuen Recht abgehalten wurden, ermöglichte dies für das Großherzogtum Oldenburg einen politischen Wandlungsprozess, der die staatsbürgerliche Integration der Arbeiterbewegung förderte und damit ein revolutionäres Überborden im November 1918 in Oldenburg verhinderte.